# Atheris squamigera
Atheris squamigera (Hallowell, 1856) è un serpente velenoso della famiglia Viperidae, diffuso nell'Africa subsahariana.

## Descrizione
Ha una lunghezza media di 46–60 cm, con un massimo di 78 cm. In genere le femmine sono più grandi dei maschi.